# Spike Milligan
Sir Terence Alan Patrick Seán Milligan, noto con il nome d'arte Spike Milligan (Ahmednagar, 16 aprile 1918 – Rye, 27 febbraio 2002), è stato un attore, scrittore e musicista irlandese.

## Biografia
Trascorse la sua infanzia in India, dove nacque, ma passò la maggior parte della sua vita lavorativa in Gran Bretagna. Non piacendogli il suo vero nome, iniziò ad utilizzare l'appellativo "Spike", dopo aver sentito alla radio un gruppo musicale chiamato Spike Jones & the City Slickers.
Combatté nella seconda guerra mondiale nelle file dell'esercito britannico contro la Germania nazista. Sotto le armi, iniziò a scrivere sketch comici per intrattenere i suoi commilitoni.
Volle acquisire la nazionalità irlandese (in qualità di figlio di un cittadino irlandese), dopo che il governo britannico lo aveva dichiarato "apolide" negandogli un passaporto britannico. Fu il co-creatore, principale autore dei testi ed uno dei protagonisti del cast del The Goon Show, dove interpretò svariati personaggi comici.
Milligan scrisse molti libri, inclusi Puckoon e la sua autobiografia in sette volumi dove racconta il periodo passato sotto le armi durante la seconda guerra mondiale, iniziando con Adolf Hitler: My Part in His Downfall. Milligan è inoltre noto come autore di battute comiche e scrittore di poesie per bambini, inclusa la raccolta Silly Verse for Kids (1959). Dopo il successo riscosso in Gran Bretagna grazie al programma radiofonico The Goon Show, Milligan passò alla televisione con la serie tv Q, i cui sketch surreali sono indicati da molti come anticipatori della comicità del Monty Python's Flying Circus.

### The Goon Show
Dopo un passato da musicista jazz alla fine degli anni quaranta, Milligan cercò di sfondare nel mondo della radio, come performer o autore di testi comici. Il suo primo successo in questo campo lo ebbe scrivendo le battute per il comico Derek Roy. Successivamente, Milligan, Peter Sellers, Harry Secombe e Michael Bentine, ribattezzatisi i Goons, unirono le proprie forze per dar vita ad un progetto di comicità radicale, The Goon Show. Durante la prima stagione del programma la BBC intitolò lo show Crazy People, o per esteso, The Junior Crazy Gang featuring those Crazy People, the Goons!, nel tentativo di rendere il prodotto più appetibile agli occhi della dirigenza BBC, creando una finta assonanza con il popolare gruppo teatrale di comici dell'epoca chiamati The Crazy Gang.
Il primo episodio della serie venne trasmesso il 28 maggio 1951 sul canale radio BBC Home Service. Anche se non partecipò attivamente nel corso delle prime puntate, Milligan divenne con il passare del tempo uno dei performer principali della serie, dando vita ad una variopinta schiera di personaggi comici e grotteschi (tra i più famosi citiamo Eccles, Minnie Bannister, Jim Spriggs e il nefasto Count Moriarty). Inoltre era l'autore principale dei testi, pur collaborando spesso alla scrittura degli stessi con Larry Stephens ed Eric Sykes.
Nei primi anni lo show venne registrato dal vivo in diretta, per poi essere trasmesso in differita a partire dalla quarta stagione. Milligan sfruttò in maniera originale le possibilità offerte dalle nuove tecnologie in materia di registrazione audio, creando montaggi insoliti ed aggiungendo vari effetti sonori agli sketch.
Anche se i Goons elevarono Milligan alla notorietà internazionale, lo stress dovuto alla continua richiesta di nuovi sketch per lo show iniziò a farsi sentire. Durante la terza stagione, egli soffrì il primo di una lunga serie di crolli psicologici ed esaurimenti nervosi. Alla fine del 1952, presumibilmente esasperato dalle tensioni crescenti all'interno del gruppo, Milligan si convinse che "eliminare fisicamente" Peter Sellers sarebbe stata l'unica possibilità di risolvere ogni problema. Armato di un coltello si introdusse nell'appartamento di Sellers con l'intenzione di ucciderlo, ma inciampò andando a sfondare la porta a vetri dell'abitazione finendo all'ospedale. Fortemente sedato per due settimane, trascorse due mesi ricoverato in convalescenza; fortunatamente per la trasmissione, la gran scorta di testi preparati in precedenza da Milligan, garantirono il proseguimento del programma. A posteriori, Milligan avrebbe incolpato le pressioni causategli dal Goon Show, come causa del suo esaurimento nervoso e del fallimento del suo primo matrimonio.

## Nazionalità dubbia
Poiché Milligan non nacque nel Regno Unito, la sua affermazione di essere cittadino inglese non venne mai del tutto chiarita. Milligan richiese un passaporto britannico, dopo aver prestato servizio nell'esercito britannico per 6 anni. La sua richiesta non venne accolta, principalmente in virtù del fatto che non risultava avesse prestato giuramento di fedeltà al Regno Unito; le sue radici irlandesi gli fornirono comunque la scappatoia per sfuggire lo status di apolide. Divenne quindi cittadino irlandese e lo rimase fino alla morte.

## Morte

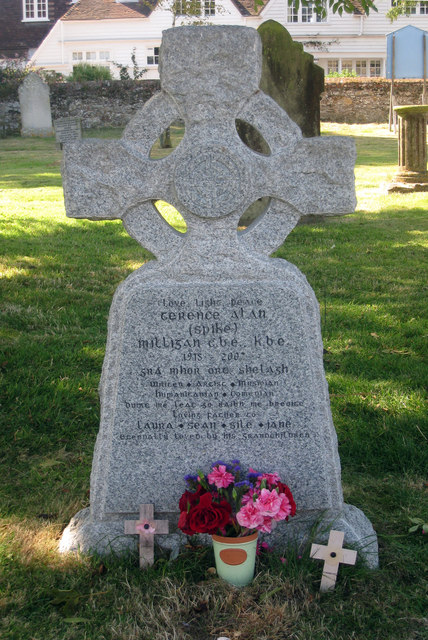
Tomba di Spike Milligan

Anche in età avanzata, Milligan non perse il suo caratteristico humour nero. Dopo il decesso di Harry Secombe a causa di un cancro, egli disse: «Sono contento che sia morto prima di me, perché non volevo che cantasse al mio funerale». Una registrazione di Secombe che cantava venne poi suonata durante la cerimonia funebre di Milligan. Egli si occupò di scrivere inoltre il proprio necrologio.
Milligan morì a causa di una insufficienza renale, all'età di 83 anni, il 27 febbraio 2002, nella sua casa di Rye (East Sussex), Inghilterra. Il giorno del suo funerale, l'8 marzo 2002, la sua bara venne trasportata alla St Thomas's Church di Winchelsea, East Sussex, e coperta dalla bandiera tricolore irlandese. Milligan aveva espresso la volontà che sulla sua lapide fosse scritta l'iscrizione "I told you I was ill" (in italiano: "Ve l'avevo detto che ero malato"), ma la diocesi di St Thomas non diede il permesso a questo epitaffio. Un compromesso venne raggiunto apponendo sulla lapide una traduzione della stessa frase in lingua irlandese, "Dúirt mé leat go raibh mé breoite".

## Lascito artistico ed omaggi
Una targa commemorativa in suo onore è presente nella Wadestown Library di Wellington, in Nuova Zelanda in un'area della struttura chiamata "Spike Milligan Corner".
In un sondaggio del 2005 per stabilire il "comico dei comici", Milligan è stato votato tra i migliori 50, da una giuria costituita da comici. In un sondaggio della BBC dell'agosto 1999, Milligan venne eletto la "persona più divertente degli ultimi 1 000 anni".
Spike Milligan è stato impersonato in due film. Nell'adattamento del suo romanzo Adolf Hitler: My Part in His Downfall, venne interpretato da Jim Dale, mentre lo stesso Milligan interpretava suo padre. Invece nel film del 2004 Tu chiamami Peter ad impersonare Milligan fu Edward Tudor-Pole.
Eddie Izzard descrisse Milligan come "il padrino della commedia indipendente". I membri dei Monty Python ebbero sempre grande ammirazione per lui. In una intervista, ampiamente riportata sulla stampa all'epoca, John Cleese affermò "Milligan è il grande Dio di noi tutti". I Pythons diedero a Milligan un cameo nel loro film del 1979 Brian di Nazareth. Anche Graham Chapman gli diede una piccola parte in Barbagialla, il terrore dei sette mari e mezzo.

## Programmi radiofonici
- The Goon Show (1951–1960)
- The Idiot Weekly (1958–1962)
- The Omar Khayyam Show (1963–1964)
- Milligna (1972)
- The Milligan Papers (1987)

## Programmi televisivi
- The Idiot Weekly, Price 2d
- A Show Called Fred
- Son of Fred
- The World of Beachcomber
- Serie tv Q: Q5, Q6, Q7, Q8, Q9, e There's a Lot of It About
- Curry & Chips
- Oh in Colour
- The Marty Feldman Comedy Machine, trasmesso in Italia dalla Rai col titolo L'occhio che uccide
- Supernonna (Super Gran), serie televisiva (1 episodio)
- Ospite unico in una puntata del The Muppet Show

## Teatro
- Treasure Island (1961, 1973–1975)
- The Bed-Sitting Room (1963, 1967)
- Oblomov (1964, 1965)

## Film
- Let's Go Crazy, regia di Alan Cullimore (1951)
- Penny Points to Paradise, regia di Tony Young (1951)
- Down Among the Z Men, regia di Maclean Rogers (1952)
- Calling All Cars, regia di Maclean Rogers (1954)
- Domani splenderà il sole (A Kid for Two Farthings), regia di Carol Reed (1955) (cameo non accreditato)
- The Case of the Mukkinese Battle Horn, regia di Joseph Sterling (1956) (cortometraggio)
- The Running Jumping & Standing Still Film, regia di Richard Lester e Peter Sellers (1959) (cortometraggio)
- Watch Your Stern, regia di Gerald Thomas (1960)
- Suspect, regia di John e Roy Boulting (1960)
- The Invasion Quartet, regia di Jay Lewis (1961)
- What a Whopper, regia di Gilbert Gunn (1961)
- Postman's Knock, regia di Robert Lynn (1962)
- Mutazioni (The Bed-Sitting Room), regia di Richard Lester (1969)
- Le incredibili avventure del signor Grand col complesso del miliardo e il pallino della truffa (The Magic Christian), regia di Joseph McGrath (1969) (cameo)
- Cucumber Castle, regia di Hugh Gladwish (1970) - Film TV
- The Magnificent Seven Deadly Sins, regia di Graham Stark (1971)
- La classe dirigente (The Ruling Class), regia di Peter Medak (1972) (cameo)
- Le avventure di Alice nel Paese delle Meraviglie (Alice's Adventures in Wonderland), regia di William Sterling (1972)
- Adolf Hitler: My Part in his Downfall, regia di Norman Cohen (1972)
- The Adventures of Barry McKenzie, regia di Bruce Beresford (1972)
- Rentadick, regia di Jim Clark (1972)
- Tobia il cane più grande che ci sia (Digby, the Biggest Dog in the World), regia di Joseph McGrath (1973)
- I tre moschettieri (The Three Musketeers), regia di Richard Lester (1973)
- Man About the House, regia di John Robins (1974) (versione cinematografica della sitcom Un uomo in casa)
- Ghost in the Noonday Sun, regia di Peter Medak (1974)
- Il grande McGonagall (The Great McGonagall), regia di Joseph McGrath (1975)
- Barney, regia di David Waddington (1976)
- Dot and the Kangaroo, regia di Yoram Gross (1977) (voce)
- Io, Beau Geste e la legione straniera (The Last Remake of Beau Geste), regia di Marty Feldman (1977)
- Il cagnaccio dei Baskervilles (The Hound of the Baskervilles), regia di Paul Morrissey (1978)
- Brian di Nazareth (Monty Python's Life of Brian), regia di Terry Jones  (1979), con i Monty Python (cameo)
- La pazza storia del mondo (History of the World, Part I), regia di Mel Brooks (1981)
- Barbagialla, il terrore dei sette mari e mezzo (Yellowbeard), regia di Mel Damski (1983), con Marty Feldman
- The Big Freeze, regia di Eric Sykes (1993) - Film TV
- The Nearly Complete and Utter History of Everything, diretto da Dewi Humphreys (1999) - Film TV

## Libri

### Goon Show
- The Goon Show Scripts  (1972)
- More Goon Show Scripts  (1973)
- The Book of the Goons  (1974)
- The Goon Cartoons  (1982) (illustrato da Peter Clarke)
- More Goon Cartoons  (1983) (illustrato da Peter Clarke)
- The Lost Goon Shows  (1987)

### Romanzi
- Puckoon (1963)
- The Looney: An Irish Fantasy (1987)
- The Murphy (2000)

### Come William McGonagall
- Great McGonagall Scrapbook (1975) (con Jack Hobbs)
- William McGonagall: The Truth at Last (1976) (con Jack Hobbs)
- William McGonagall Meets George Gershwin: A Scottish Fantasy (1988) (con Jack Hobbs)
- William McGonagall: Freefall (1992) (con Jack Hobbs)

### Serie "According to"
- The Bible—the Old Testament According to Spike Milligan (1993)
- Lady Chatterley's Lover According to Spike Milligan (1994)
- Wuthering Heights According to Spike Milligan (1994)
- D. H. Lawrence's John Thomas and Lady Jane: According to Spike Milligan—Part II of "Lady Chatterley's Lover" (1995)
- Black Beauty According to Spike Milligan (1996)
- Frankenstein According to Spike Milligan (1997)
- Robin Hood According to Spike Milligan (1998)
- The Hound of the Baskervilles According to Spike Milligan (1998)
- Treasure Island According to Spike Milligan (2000)
- Classic Adventures: According to Spike Milligan (2002)

### Sceneggiature
- The Bed-Sitting Room (1970) (con John Antrobus)
- The Q Annual (1979)
- Get in the Q Annual (1980)
- There's a Lot of it About! (1983)
- The Melting Pot (1983)

### Libri per bambini
- Bald Twit Lion  (1968)
- Badjelly the Witch (1973)
- Dip the Puppy  (1974)
- Sir Nobonk and the Terrible Dreadful Awful Naughty Nasty Dragon (1982)
- A Children's Treasury of Milligan: Classic Stories And Poems (1999)
- The Magical World of Milligan (2009)

### Memorie
- 1 Adolf Hitler: My Part in His Downfall (1971)
- 2 "Rommel?" "Gunner Who?" (1974)
- 3 Monty: His Part in My Victory (1976)
- 4 Mussolini: His Part in My Downfall (1978)
- 5 Where Have All the Bullets Gone? (1985)
- 6 Goodbye Soldier (1986)
- 7 Peace Work (1992)
- It Ends with Magic: A Milligan family History (1990)
- Spike Milligan : The Family Album: An Illustrated Autobiography (1999)
- Milligan's Meaning of Life: An Autobiography of Sorts (2011)

### Corrispondenza
- The Spike Milligan Letters (1977)
- More Spike Milligan Letters (1984)
- Dear Robert, Dear Spike: The Graves – Milligan Correspondence (1991) (con Robert Graves)
- Depression and How to Survive It (1993) (con Anthony Clare)

### Raccolte
- A Dustbin of Milligan (1961)
- The Little Pot Boiler: A Book Based Freely On His Seasonal Overdraft (1963)
- Book of Bits or a Bit of a Book (1965)
- Bedside Milligan (1969)
- Indefinite Articles and Scunthorpe (1981)
- A Potboiling Dustbin Full of Bits (1984)
- Scunthorpe Revisited: With Added Milligan Articles And Instant Relatives (1989)
- A Mad Medley of Milligan (1999)
- The Essential Spike Milligan (2002)
- The Compulsive Spike Milligan (2004)
- Box 18: The Unpublished Spike Milligan (2006)

### Raccolte di poesie
- Silly Verse for Kids (1959)
- A Book of Milliganimals (1968)
- Values (1969)
- Milligan's Ark (1971)
- Small Dreams of a Scorpion (1972)
- Transports of Delight (1974)
- Milligan Book of Records (1975)
- Poems (1977)
- Goblins (1978)
- Open Heart University (1979)
- Twelve Poems That Made December Colder (1979)
- Unspun Socks from a Chicken's Laundry (1981)
- Chill Air (1981)
- One Hundred and One Best and Only Limericks of Spike Milligan (1982)
- Silly Verse for Kids and Animals (1984)
- Floored Masterpieces with Worse Verse (1985) (con Tracey Boyd)
- Further Transports of Delight (1985)
- The Mirror Running (1987)
- Startling Verse for All the Family (1987)
- That's Amazing (1988)
- Condensed Animals (1991)
- Hidden Words: Collected Poems (1993)
- Fleas, Knees and Hidden Elephants (1994)